# Neerheylissem
Neerheylissem (en wallon Élessene) est un village au bord de la Petite Gette, à l’extrémité nord-est du Brabant wallon. Avec Opheylissem et Linsmeau, les deux autres villages de la vallée de la petite Gette, il fait aujourd’hui partie de la nouvelle commune d'Hélécine, dans le Brabant wallon (Région wallonne de Belgique).
Le village, dont le nom signifie « Hélécine d’en bas », était une commune à part entière avant la fusion des communes de 1977.

## Démographie
- Sources:INS, Rem:1831 jusqu'en 1970=recensements, 1976= nombre d'habitants au 31 décembre

## Histoire

### Liste des seigneurs de Neerheylissem
- Gosuin V van Goetsenhoven (1320 - † 1346), seigneur de Gossoncourt et de Bas-Heylissem, chevalier

## Patrimoine et culture

### Lieux et monuments
- Église Saint-Sulpice de Neerheylissem.